# Không chiến Gorman
Không chiến Gorman là sự kiện UFO được công bố rộng rãi diễn ra vào ngày 1 tháng 10 năm 1948, trên bầu trời Fargo, Bắc Dakota, Mỹ. Đại úy Edward J. Ruppelt của Không quân Mỹ (USAF) đã viết trong cuốn The Report on Unidentified Flying Objects bán chạy nhất và có ảnh hưởng của mình rằng "trận không chiến" này là một trong ba sự kiện UFO "kinh điển" vào năm 1948 đã "chứng minh cho các chuyên gia tình báo của [Không quân] rằng UFO là có thật", cùng với vụ Chiles–Whitted đối đầu UFO và Sự kiện UFO Mantell. Tuy vậy, vào năm 1949, Không quân Mỹ đã kết luận rằng trận không chiến Gorman là do bóng bay dự báo thời tiết phát sáng gây ra.

## Bối cảnh
Mặc dù mới 25 tuổi khi vụ việc xảy ra, George F. Gorman từng là viên phi công chiến đấu kỳ cựu của Thế chiến II. Sau chiến tranh, ông trở thành giám đốc của một công ty xây dựng; ông cũng từng là thiếu úy Vệ binh Quốc gia Bắc Dakota. Ngày 1 tháng 10 năm 1948, Gorman đang tham gia một chuyến bay xuyên quốc gia với các phi công Vệ binh Quốc gia khác; lúc đó ông đang lái một chiếc P-51 Mustang. Chuyến bay của ông vừa đến Fargo lúc khoảng 8 giờ 30 phút tối. Dù cho các phi công khác quyết định hạ cánh xuống Sân bay Hector ở Fargo, Gorman quyết định tận dụng điều kiện trời quang, không có mây và thử cầm lái một số chuyến bay đêm, nên không hạ cánh. Khoảng 9 giờ tối, ông bay qua sân vận động lúc ấy đang tổ chức trận bóng đá của trường trung học. Gorman nhận thấy một chiếc máy bay Piper Cub nhỏ đang bay cách mình khoảng chừng 500 feet; nếu không thì bầu trời có vẻ quang đãng.
Ngay sau khi để ý Piper Cub, Gorman bất chợt nhìn thấy một vật thể khác ở hướng tây. Khi ông định tìm kiếm đường viền của cánh hoặc thân máy bay, ông không thể thấy gì cả; điều này tương phản với Piper Cub, vốn có đường viền được nhìn thấy rõ ràng. Vật thể này dường như là một luồng ánh sáng nhấp nháy. Vào lúc 9 giờ 07 phút tối, Gorman bèn liên lạc với tháp không lưu tại sân bay Hector và hỏi xem họ có bất kỳ lưu lượng máy bay nào trong khu vực ngoài chiếc P-51 của mình và chiếc Piper Cub hay không. Tòa tháp trả lời rằng không và họ liền liên lạc với phi công Piper Cub là Tiến sĩ A.D. Cannon. Cannon và hành khách của ông này trả lời rằng họ cũng có thể nhìn thấy một vật thể phát sáng ở hướng tây.

## Không chiến
Gorman nói với tòa tháp rằng mình sẽ theo đuổi vật thể này hòng xác định danh tính của nó. Ông vội di chuyển chiếc Mustang của mình hết công suất (350 đến 400 MPH), nhưng nhanh chóng nhận ra rằng vật thể này đang đi quá nhanh để ông có thể bắt kịp nó ngay lập tức. Thay vào đó, ông đã thử cắt ngang vật thể ra từng lượt. Gorman rẽ phải và tiếp cận vật thể này ở độ cao 5.000 feet; vật thể bay vọt qua máy bay của ông ở khoảng cách khoảng 500 feet. Gorman mô tả vật thể này trông giống như một "quả cầu ánh sáng" đơn giản có đường kính khoảng 6 đến 8 inch. Sau đó, ông cũng lưu ý rằng khi vật thể này tăng tốc độ, nó ngừng nhấp nháy và phát sáng rõ hơn.
Sau cú va chạm gần, Gorman mất dấu vật thể; khi ông vừa nhìn thấy nó thì vật thể này dường như quay ngoắt 180 độ và đang lao tới chỗ ông một lần nữa. Sau đó, vật thể này đột ngột vọt lên thẳng đứng; Gorman đã theo dõi vật thể này trong chuyến leo dốc của riêng mình. Ở độ cao 14.000 feet, chiếc P-51 của ông bị chết máy; vật thể vẫn cao hơn ông khoảng 2.000 feet. Gorman đã thực hiện thêm hai lần nữa để đến gần vật thể này nhưng không thành công. Nó có vẻ thực hiện một đường chuyền đánh đầu khác, nhưng bị đứt đoạn trước khi áp sát chiến đấu cơ của ông. Tại thời điểm này, vật thể đã di chuyển qua Sân bay Hector. Trong tháp điều khiển, nhân viên kiểm soát không lưu, L.D. Jensen, đã xem vật thể qua ống nhòm nhưng không thể nhìn thấy rõ đường nét hoặc hình dạng xung quanh ánh sáng này. Jensen được Tiến sĩ Cannon và hành khách từ Piper Cub tiếp cận; họ hạ cánh và đi bộ đến tháp điều khiển để nhìn rõ hơn vật thể này.
Gorman tiếp tục theo dõi vật thể này cho đến khi ông cách Fargo khoảng 25 dặm về phía tây nam. Ở độ cao 14.000 feet, ông quan sát ánh sáng ở độ cao 11.000 feet; sau đó ông lao vào vật thể với toàn bộ sức mạnh. Thế nhưng, vật thể này đã bay lên theo phương thẳng đứng. Gorman cố gắng đuổi theo nhưng nhìn vật thể thoát ra khỏi tầm nhìn. Tại thời điểm này, ông vội dừng cuộc rượt đuổi; lúc đó là 9 giờ 27 phút tối. Gorman đáp máy bay trở lại sân bay Hector.

## Lời kể của Gorman
Ngày 23 tháng 10 năm 1948, Gorman tuyên thệ kể lại sự việc cho giới điều tra viên. Lời kể của ông thường được tái bản trong nhiều thập kỷ sau đó qua nhiều cuốn sách và phim tài liệu nói về UFO. Tuyên bố này như sau:
Tôi tin rằng có một ý nghĩ chắc chắn đằng sau các hoạt động của vật thể này. Tôi càng tin rằng vật thể này bị luật quán tính chi phối vì gia tốc của nó nhanh nhưng không tức thời và dù có thể xoay chuyển khá chặt với tốc độ đáng kể thì nó vẫn bay theo đường cong tự nhiên. Khi tôi cố gắng quay đầu với vật thể này, tôi tạm thời bị ngất do tốc độ quá cao. Tôi đang ở trong tình trạng thể chất khá tốt và tôi không tin rằng khá nhiều phi công có thể chịu được độ rẽ và tốc độ do vật thể này tác động mà vẫn tỉnh táo hẳn. Vật thể này không chỉ có thể quay đầu và vượt qua tốc độ máy bay của tôi ... mà còn có thể leo dốc hơn và có thể duy trì tốc độ leo cao liên tục vượt xa máy bay của tôi.

## Không quân điều tra
Trong vòng vài giờ, nhóm sĩ quan quân sự từ Dự án Sign  –  cơ quan nghiên cứu về hiện tượng UFO của Không quân Mỹ (USAF)  –  liền đến phỏng vấn Gorman, Tiến sĩ Cannon, hành khách của ông cùng nhân viên tháp điều khiển tại Sân bay Hector. Nhóm sĩ quan cũng kiểm tra chiếc P-51 Mustang của Gorman bằng máy đo bức xạ Geiger. Họ phát hiện ra rằng chiếc Mustang có tính phóng xạ cao hơn những máy bay chiến đấu khác đã không bay trong vài ngày; điều này được coi là bằng chứng cho thấy Gorman đã bay đến gần một vật thể "chạy bằng năng lượng nguyên tử". Giới điều tra viên của USAF cũng loại trừ khả năng vật thể phát sáng là "một chiếc máy bay khác, máy bay phản lực Vampire của Canada, hoặc quả bóng bay dự báo thời tiết". Nhà sử học UFO Curtis Peebles viết rằng kết luận ban đầu của họ là có "điều gì đó kỳ lạ đã xảy ra" với Gorman trên bầu trời phía trên Fargo.
Tuy vậy, cuộc điều tra sâu hơn của nhân viên Dự án Sign tuyên bố đã xác định được những lời giải thích đơn giản hơn dành cho bằng chứng này. Một máy bay bay trên cao trong bầu khí quyển của Trái Đất ít được che chắn khỏi bức xạ hơn một máy bay ở mặt đất, do đó các kết quả từ máy đo Geiger được coi là bằng chứng không hợp lệ cho việc khẳng định rằng vật thể phát sáng được cung cấp năng lượng nguyên tử. Ngoài ra, Cơ quan Thời tiết Hàng không tiết lộ rằng vào ngày 1 tháng 10, họ đã thả một khí cầu thời tiết sáng từ Fargo lúc 8 giờ 50 phút tối. Đến 9 giờ tối, khinh khí cầu sẽ ở khu vực mà Gorman và các hành khách Piper Cub lần đầu tiên nhìn thấy vật thể phát sáng. Giới điều tra viên của Dự án Sign cũng tin rằng những chuyển động đáng kinh ngạc của vật thể là do chính thao tác của Gorman khi ông cố đuổi theo ánh sáng—chuyển động của vật thể này là ảo ảnh do chuyển động của máy bay chiến đấu của Gorman mang lại. Giới điều tra viên cũng tin rằng, khi bóng bay khuất tầm nhìn, Gorman đã tin rằng hành tinh Sao Mộc là UFO, và do đó ông đã đuổi theo hành tinh này khi bay về phía nam Fargo trước khi bỏ cuộc và quay trở lại đất liền. Vào đầu năm 1949, vụ Gorman được Dự án Sign và những dự án kế nhiệm là Dự án Grudge và Dự án Blue Book, dán nhãn là do một quả bóng bay dự báo thời tiết phát sáng gây ra.

## Hậu quả vụ việc
Trận không chiến Gorman đã nhận được sự công khai rộng rãi trên toàn quốc và giúp thúc đẩy làn sóng báo cáo về UFO vào cuối những năm bốn mươi. Dù cho một số nhà nghiên cứu UFO, chẳng hạn như James E. McDonald và Donald Keyhoe, không đồng ý với kết luận của USAF và tiếp tục coi vụ việc là chưa được giải quyết, các nhà nghiên cứu UFO khác cũng đồng ý với kết luận về trường hợp này của Dự án Sign. Như nhà sử học về UFO Jerome Clark ghi nhận: "không giống như một số giải pháp của Không quân, giải pháp này trông có vẻ hợp lý" và theo ý kiến của ông, "Sau biến cố Mantell, vụ chứng kiến Gorman có thể là báo cáo về UFO được đánh giá thái quá nhất trong lịch sử ban đầu về hiện tượng này."

## Ảnh hưởng văn hóa
- Tập đầu tiên (thử nghiệm) của bộ phim truyền hình năm 2019 Project Blue Book trên kênh History có tựa đề "The Fuller Dogfight", ít nhiều dựa trên trận không chiến Gorman.[8][9]